# Піхотний батальйон Купер'янова
Піхотний батальйон Купер'янова (ест. Kuperjanovi jalaväepataljon) — батальйон сухопутних військ Естонії. Входить до складу 2-ї піхотної бригади. Штаб батальйону базується на військовій базі «Таара», Виру, та командує ним підполковник Томас Тиністе.

## Історія

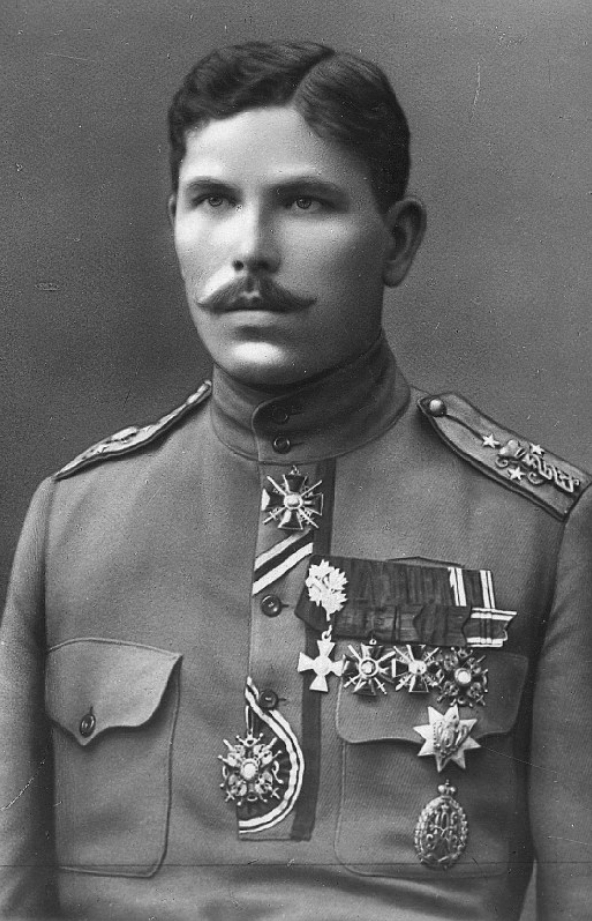
Юліус Куперьянов, засновник та командувач батальйону.

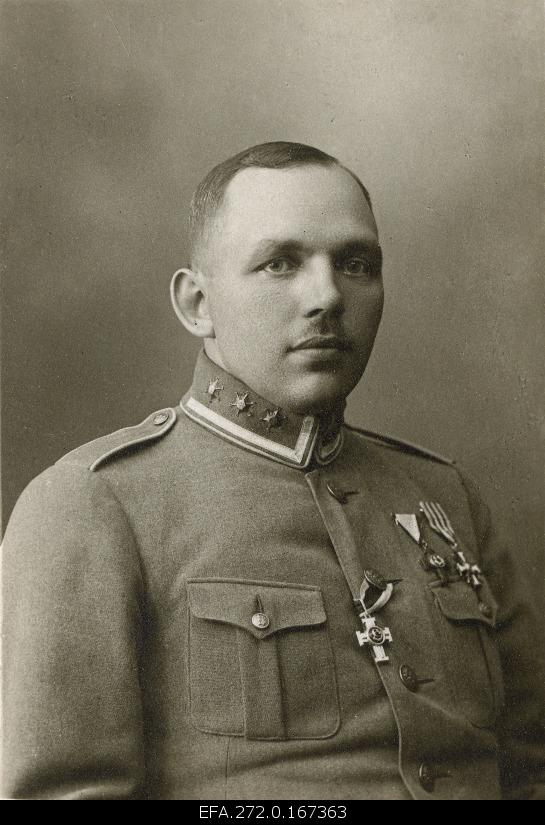
Яан Унт командир батальйону

Йоханнес Соодла в.о. командира батальйону

Рудольф Ріівес в.о. командира батальйону

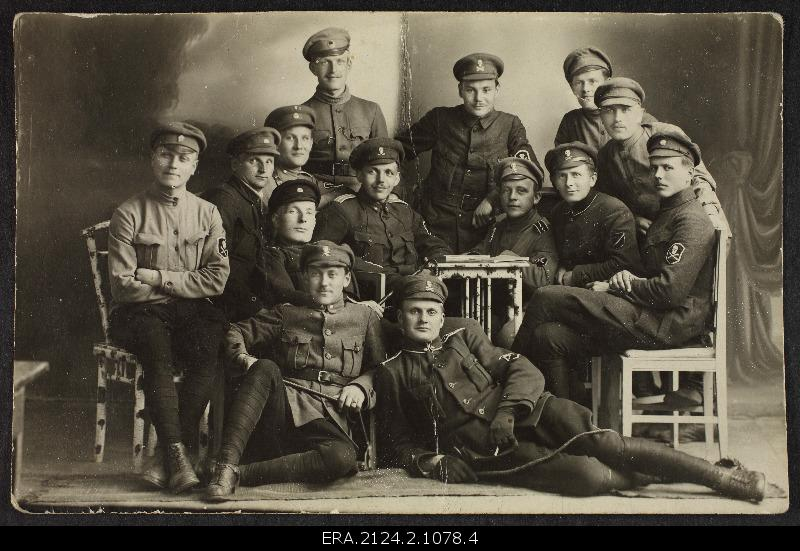
Офіцери батальйону, липень 1919. Посередині командир Яан Унт

### Естонська війна за незалежність
Юліус Куперьянов був шкільним вчителем, якого було призвано до Російської імператорської армії під час Першої світової війни та служив, як командир партизанського та розвідувального підрозділу. У 1918 році він долучився до Естонської Армії на початку Естонської війни за незалежність. Від 23 грудня 1918 Купер'янов отримав від полковника Ернста Лімберга, командувача 2-ї дивізії дозвіл на формування партизанського загону спеціального призначення. Підрозділ Купер'янова початково складався з 37 добровольців та базувався в Пуурманійському палаці. Нові волонтери продовжували поповнювати лави підрозділу й він скоро розрісся до 600 бійців, ставши Тартумааським партизанським батальйоном. 13–14 січня 1919 батальйон брав участь у звільненні Тарту від Червоної армії. Після відбиття Тарту батальйон продовжив наступ на південь до Валги. 30 січня 1919 року батальйон досяг ферми в Пайю, де зустрів сильний спротив з боку Червоної армії. Тартумааський партизанський батальйон здобув перемогу в битві за Пайю, але Купер'янова було важко поранено під час битви й він помер невдовзі після 2 лютого 1919 року. Після його смерті батальйон було перейменовано на Партизанський батальйон Купер'янова на його честь.
Після звільнення Південної Естонії від совєтів, батальйон рушив на південь до Латвії проти Балтійського ландесверу. 25 травня 1919 року батальйон успішно зупинив німецький наступ на Рауну, та взяв участь у розбитті німецьких сил у Битві за Цесіс. 30 вересня 1919 року партизанський батальйон Купер'янова взяв участь у невдалому нападі на форт Красная Горка. У листопаді 1919 року підрозділ було розгорнуто в Партизанський полк Купер'янова.

#### Командири
- поручник Юліус Куперьянов (24.12.1918–02.02.1919);
- підпоручник Микола Пііп (31.01.1919–19.07.1919) в.о.;
- прапорщик Рудольф Ріівес (31.01–02.02.1919);
- лейтенант Яан Унт (03.02.–17.02.1919) в.о;
- штабс-капітан Рудольф Куслап (18.02.–04.03.1919) в.о.;
- лейтенант Яан Унт (05.03.–15.11.1919);
- підпоручник Йоханнес Соодла (28.08.– 07.09.1919) в.о.

### 1992— сьогодення
1-й піхотний батальйон Купер'янова було відновлено 18 березня 1992 року. Базуючись на військовій базі «Таара» у Виру, він був найбільшим та найбоєздатнішим батальйоном у сухопутних військах Естонії, знаним за його сувору дисципліну та високий бойовий дух. У 2004 році Міністерство оборони переформувало батальйон на піхотний навчальний підрозділ. Від 1 січня 2009 року батальйон було перейменовано на піхотний батальйон Купер'янова.

## Структура
Піхотний батальйон Купер'янова:
- штаб батальйону, штабна рота
- піхотна рота
- піхотна рота
- піхотна рота
- мінометна батарея
- рота служби бойової підтримки